# 月刊こおりやま情報
月刊こおりやま情報（げっかんこおりやまじょうほう）は、福島県郡山市のケイシイシイ株式会社が発行する若者向けのタウン情報誌。
有料版は2011年（平成23年）8月号をもって休刊し、その後はフリーペーパーの「こおりやま情報FREE」や、別冊グルメBOOK（有料）などを発行している。

## 概要
1982年（昭和57年）2月創刊。有料版発行時の発行部数は約2万5000部。
2011年（平成23年）に有料版「月刊こおりやま情報」を休刊するとともにケイシイシイ株式会社を解散し、7月10日に同名の新会社を設立して全面的に事業を譲渡した。
以後、フリーペーパーの「こおりやま情報FREE」を発行している他、郡山周辺の飲食店などを特集した別冊のグルメBOOKシリーズ、温泉や雑貨店などを特集した話題BOOKシリーズなど（いずれも有料）の発行は「月刊こおりやま情報」休刊前と同様に行なっている。
また、これらは紙媒体だけでなく、Amazon Kindle（別冊のみ）や学研グループの電子書籍「WOOK」で電子化されており、オンラインで購入や閲覧ができる。